# Ситковцы
Си́тковцы (укр. Си́тківці) — посёлок в Гайсинском районе Винницкой области Украины, в составе Райгородской сельской территориальной общины

## Географическое положение
Поселок относится к историко-этнографическому региону Брацлавщина (Восточная Подолия), расположен при слиянии рек Красной и Повстянки, в 27 километрах от райцентра Гайсина.

## История
В центре населенного пункта выявлено 20 захоронений позднесредневекового могильника-кладбища. В одном захоронении найдена серебряная монета — полгроша 1520 года периода правления венгерского короля Людовика II.
В начале XVI в. Ситковцы — укрепленный замок на границе Винницкого и Гайсинского уездов Великого княжества Литовского. На его месте сохранились остатки земляных валов, фундаментов домов и церквей, а в 9 км на восток от поселка — руины старинного монастыря (урочище Монастырище). В 1545 года Ситковцы принадлежали литовскому пану Скабарне, о чём свидетельствуют ревизские документы.

### 1569 - 1793
После Люблинской унии 1569 года - в составе Речи Посполитой.
Недалеко от Ситковцев в древности проходил Чёрный путь, по которому шли татарские орды, осуществляя грабительские набеги. Село неоднократно уничтожалось во время таких нападений (1551, 1571, 1586), но на его территории вновь селились люди.
В 1629 году в селе было 102 двора.
С 1654 года Ситковцы неоднократно подвергались нападениям польско-шляхетских войск.
По Андрусовскому перемирию Ситковцы остались за Польшей, а с 1672 по 1699 год находились под властью Турции. В 1702 году в ходе восстания Палия Ситковцы были заняты повстанческими отрядами Палия и Самуся.

### 1793—1917
После Второго раздела Речи Посполитой в 1793 году Ситковцы вошли в Брацлавское наместничество, а через четыре года — в Липовецкий уезд Киевской губернии. 
Вскоре село купил граф Станислав Потоцкий. В селе был построен дворец, разбит парк-заповедник. Крепостные крестьяне работали на основанном в 1836 году сахарном заводе, а также на кирпичном заводе и заводе стеклянной посуды.
В 1882 году на деньги рабочих сахарного завода и крестьян было открыто народное училище, к 1902 году училище стало двухклассным, три учителя обучали 157 мальчиков и девочек. В поселке работала больница на несколько коек с фельдшером и поселковым врачом; нищета, плохие условия труда, антисанитария, отсутствие широкой лекарственной помощи спосбствовали высокой заболеваемости; детская смертность составляла 62 % от количества рожденных.
В 1900 году в Ситковцах жило 3044 человека, насчитывалось 426 крестьянских дворов. Из 2248 десятин земли более тысячи принадлежало Потоцким, 100 — другим владельцам, 90 — церкви и лишь 981 десятиной владели крестьяне.

### 1918—1991
В декабре 1917 года здесь была установлена Советская власть, однако в дальнейшем село оказалось в зоне боевых действий гражданской войны.
В 1930-е годы в селе работали начальная и средняя школы, обучались 600 детей. В 1939 году учителям Г. М. Карасевич и Ф. И. Морозюку было присвоено звание заслуженного учителя Украинской ССР.
С началом Великой Отечественной войны многие жители Ситковов ушли на фронт. М. Л. Ярентюк прошел в составе 62-й армии от Сталинграда до Германии, за мужество и отвагу награждён двумя орденами Красной Звезды, орденом Александра Невского и многими медалями. С тремя орденами Славы, Отечественной войны 1-й степени вернулся домой Ф. С. Ковальчук.
С сентября 1941 года в Ситковцах действовала группа подпольщиков, организованная врачом В. В. Монастырским и работником милиции Д. И. Савичем. Подпольщики разоружили и уничтожили полицаев в поселке Ильинцы, доставляли партизанам продукты питания и медикаменты, принимали сводки Совинформбюро и издавали антифашистские листовки, в 1942 году взорвали эшелон между станциями Ситковцы-Криштоповка. Врач В. В. Монастырский спасал молодежь от высылки в Германию, выдавая фиктивные справки о болезни. В начале 1943 года гестапо арестовало подпольщиков, после пыток в винницкой тюрьме оккупанты казнили 14 патриотов во главе с Монастырским. 24 января 1944 года в Ситковцы прибыл немецкий карательный отряд, который расстрелял 27 человек и сжег несколько домов жителей.
Село было освобождено 14 марта 1944 года, в результате оккупации был сожжен сахарный завод, разграблены и разрушены МТС, школа, больница, имущество колхоза, много жилых домов.
В 1956 году в селе Ситковцы действовали сахарный завод, мельница, средняя школа, начальная школа, Дом культуры и библиотека. В том же 1956 году Ситковцы стали посёлком городского типа.
В 1958 году колхоз им. Ворошилова с артелью имени Шевченко села Джуринцы были объединены в один колхоз «Украина». С 1961 года колхоз специализировался в животноводстве, в 1970 году насчитывалось 2455 голов крупного рогатого скота.
К 1971 году узкоколейная железная дорога была перепрошита на широкую колею.
В 1978 году здесь действовали сахарный завод и кирпичный завод.
В 1983 году здесь действовали сахарный завод, хлебный завод, два кирпичных завода, лесничество, производственное отделение Немировской райсельхозтехники, комбинат бытового обслуживания, две общеобразовательные школы, больница, поликлиника, Дом культуры, две библиотеки, клуб и кинотеатр.
В январе 1989 года численность населения составляла 3342 человека.

### После 1991
В мае 1995 года Кабинет министров Украины утвердил решение о приватизации сахарного завода.
По состоянию на 1 января 2013 года численность населения составляла 2366 человек.

## Транспорт
Железнодорожная станция Ситковцы (на линии Винница - Зятковцы).

## Известные уроженцы
- Брижань, Сергей Николаевич (1956—2021) — главный режиссёр Хмельницкого областного театра кукол (с 1989), заслуженный деятель искусств Украины.
- Скотный, Валерий Григорьевич (1948—2011) — украинский педагог, ректор Дрогобычского педагогического университета, культуролог, доктор философских наук, профессор, заслуженный работник образования Украины

## Галерея

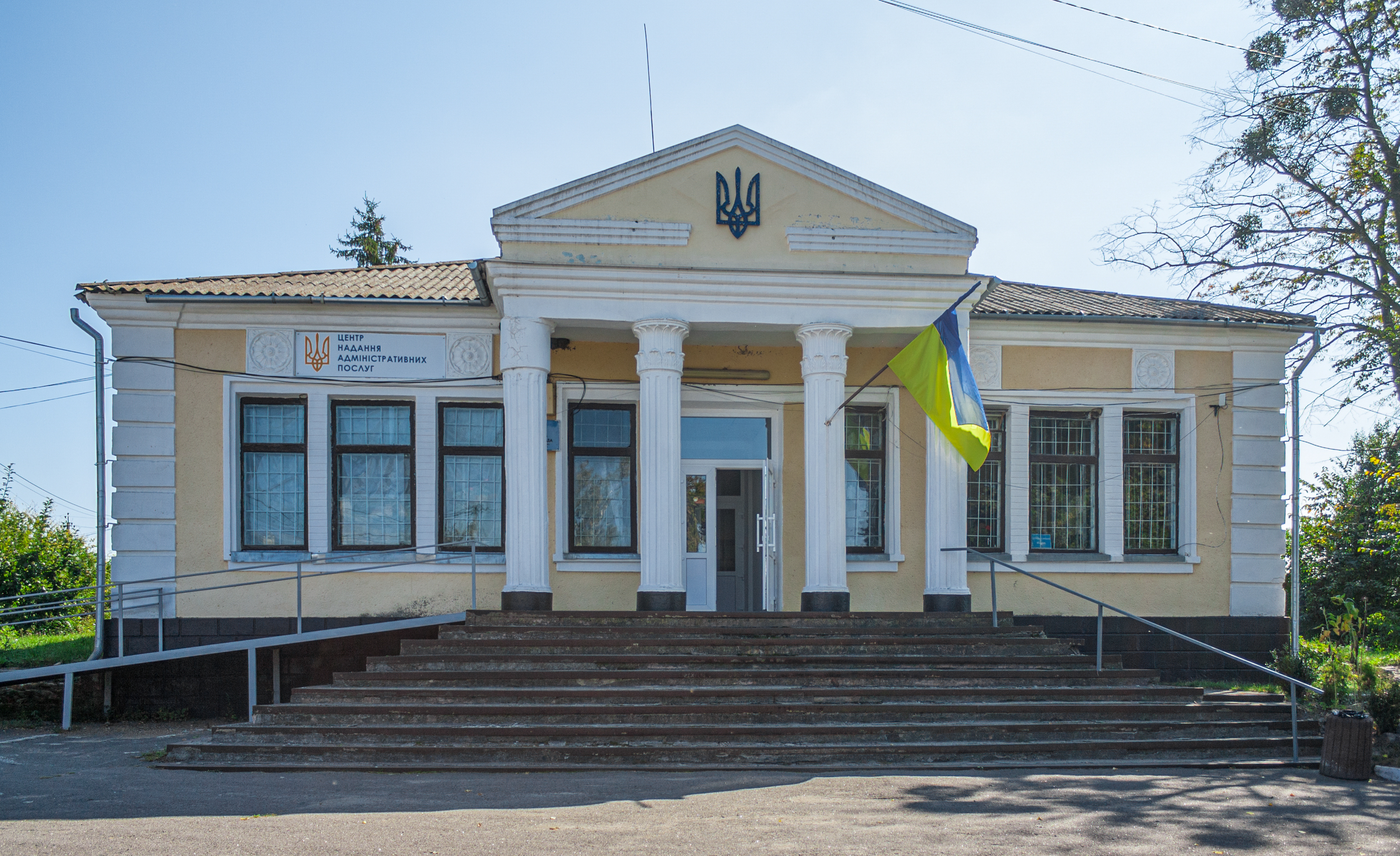
Поселковый совет
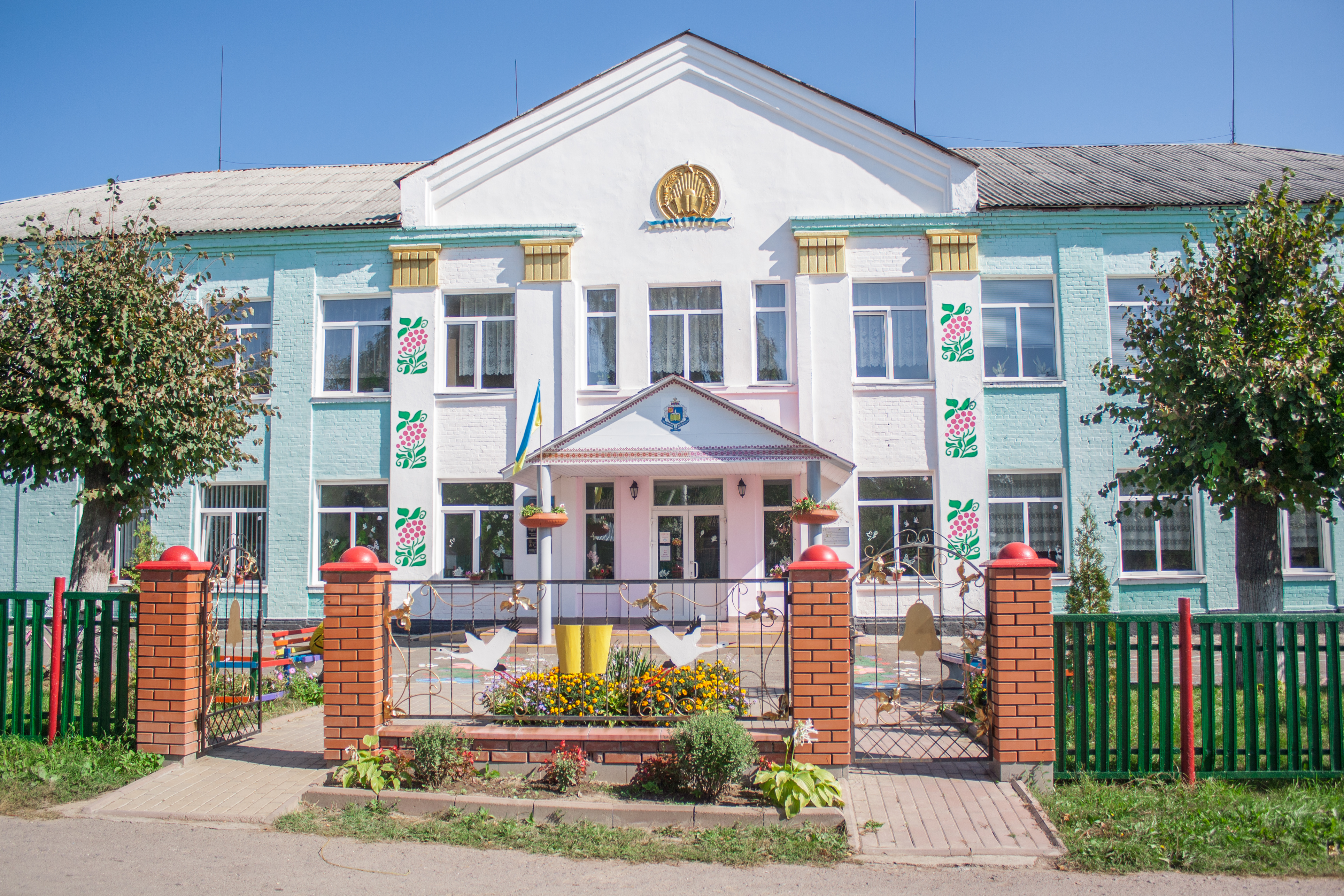
Школа
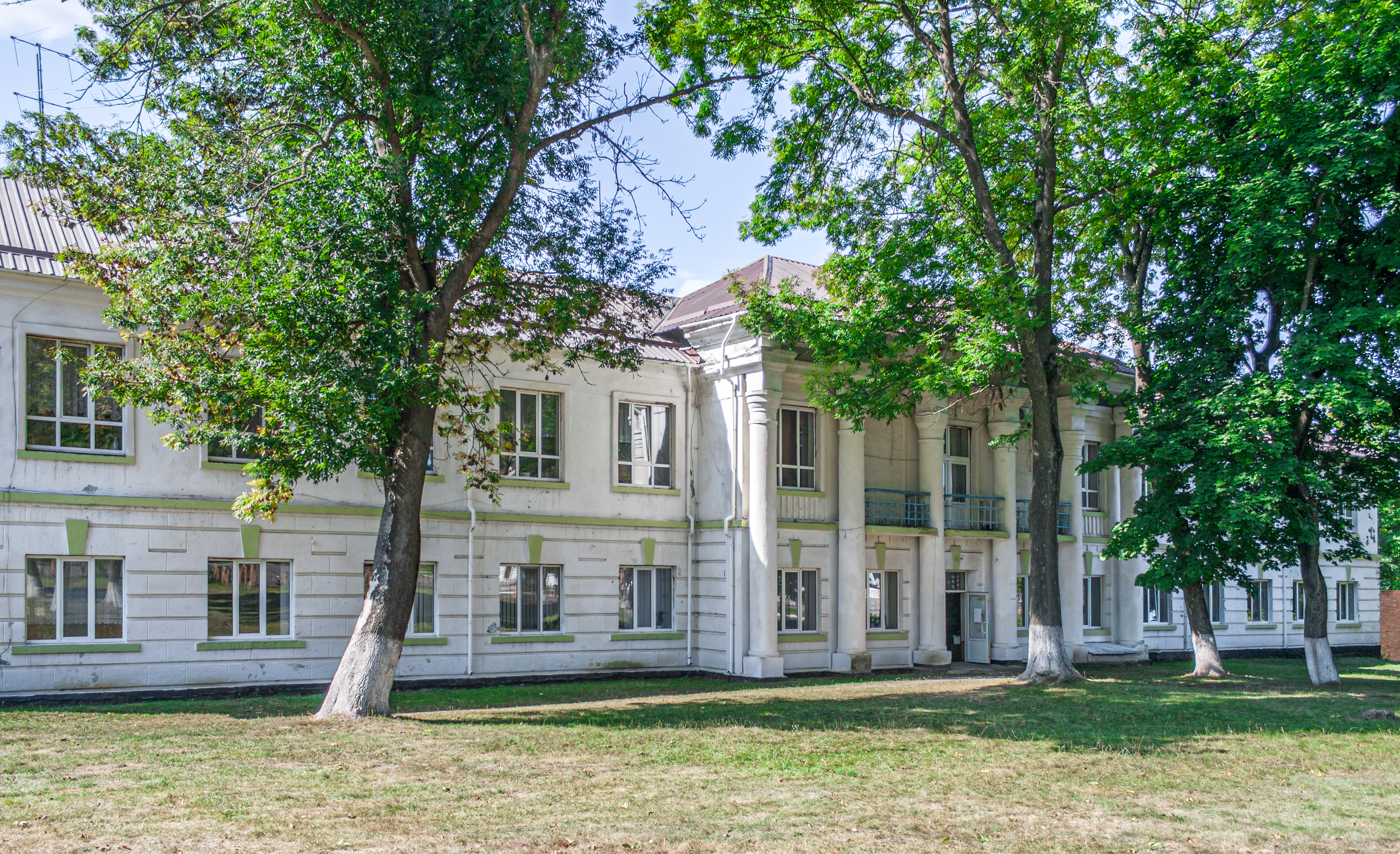
Школа-интернат (бывшая резиденция Потоцких XIX в.)
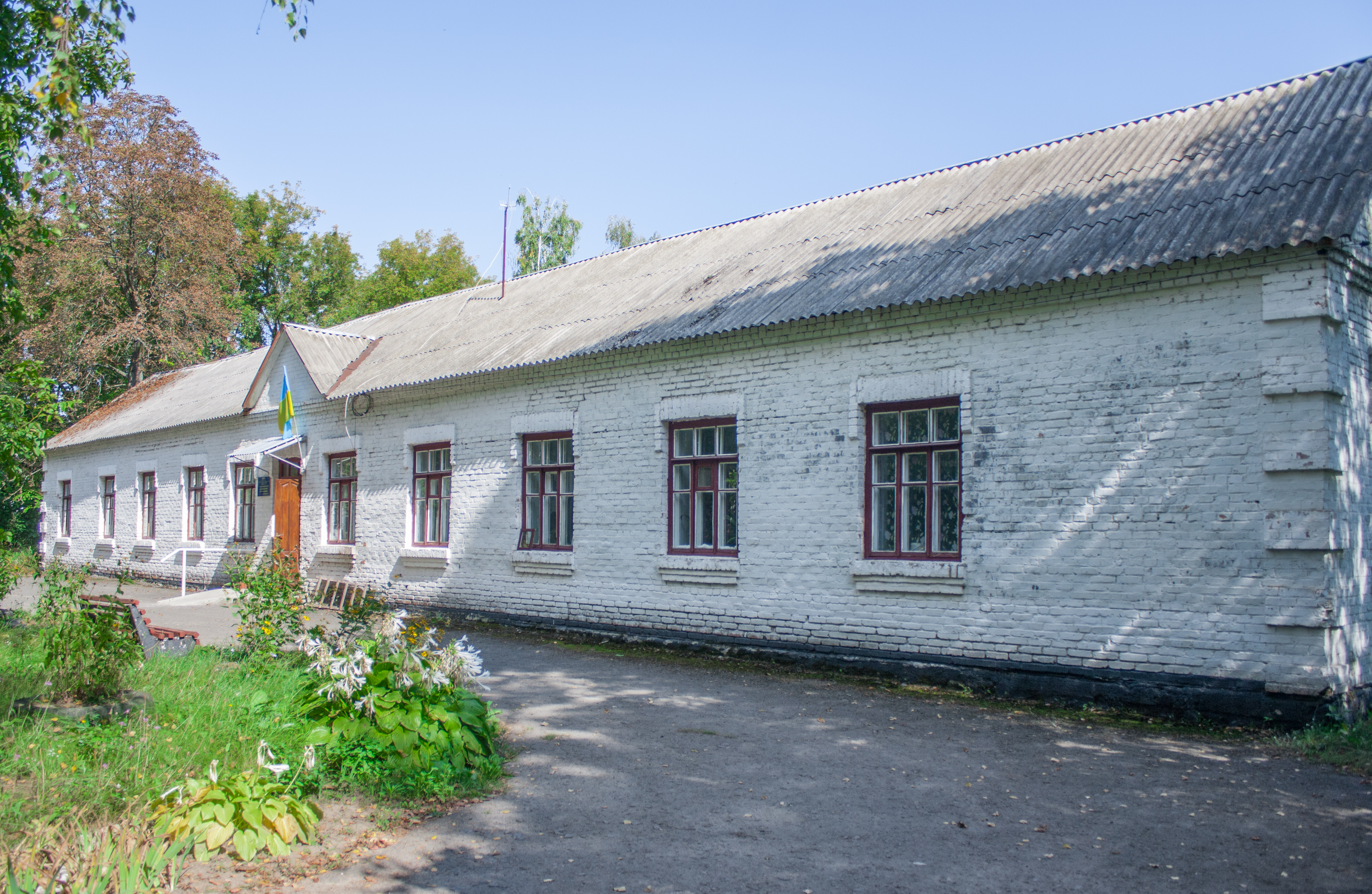
Амбулатория
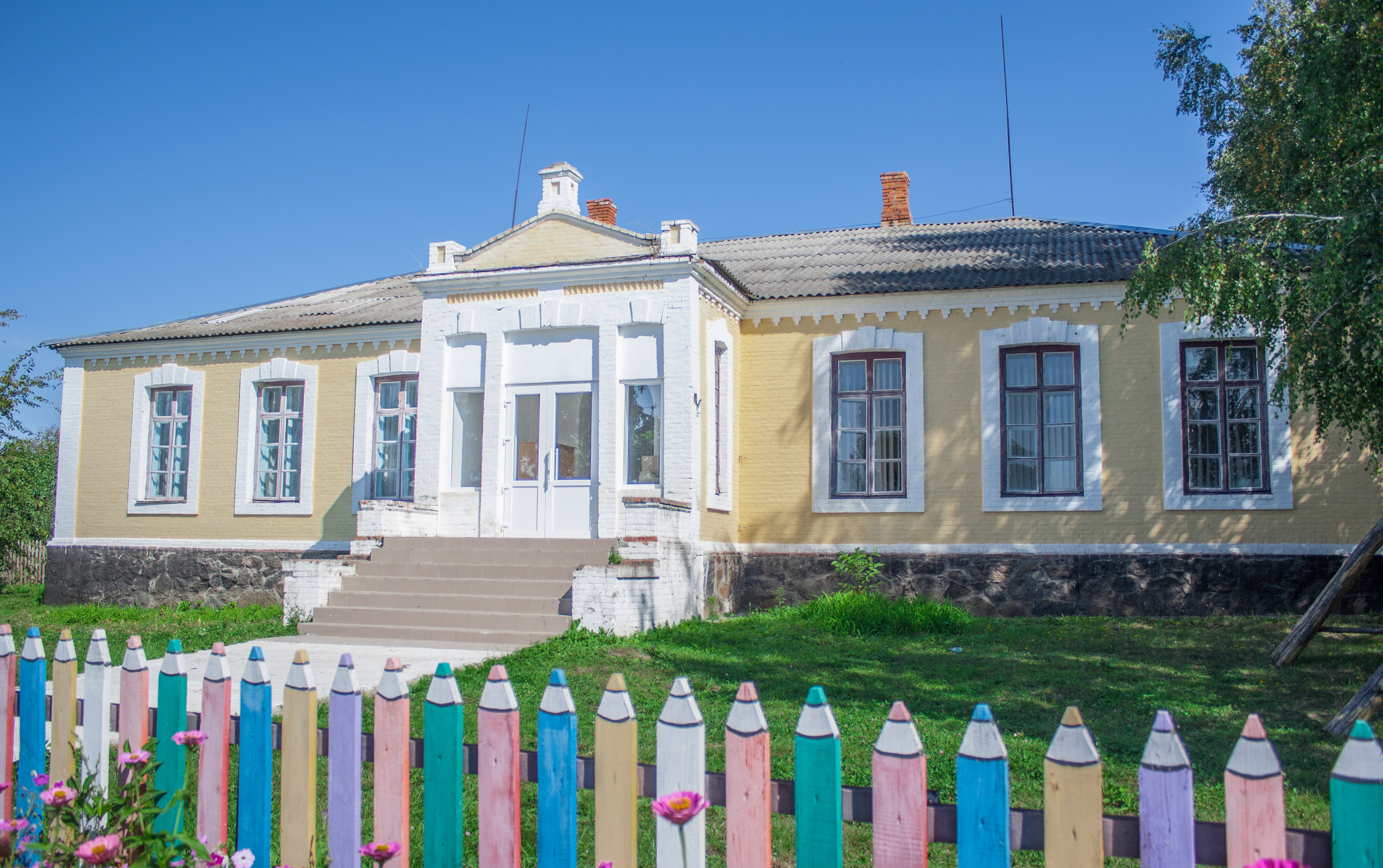
Библиотека
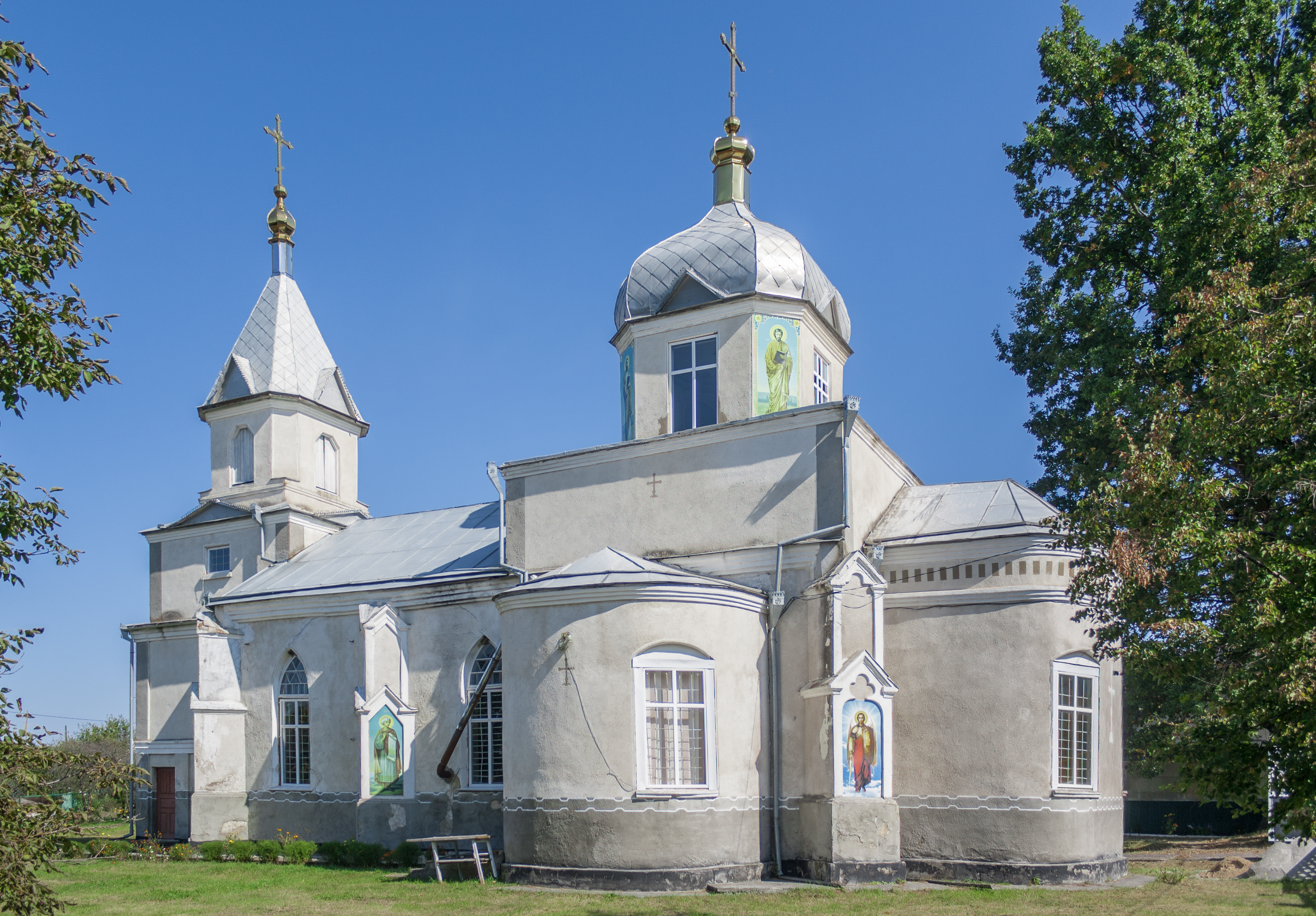
Вознесенская церковь (бывший костёл 1826 г.)
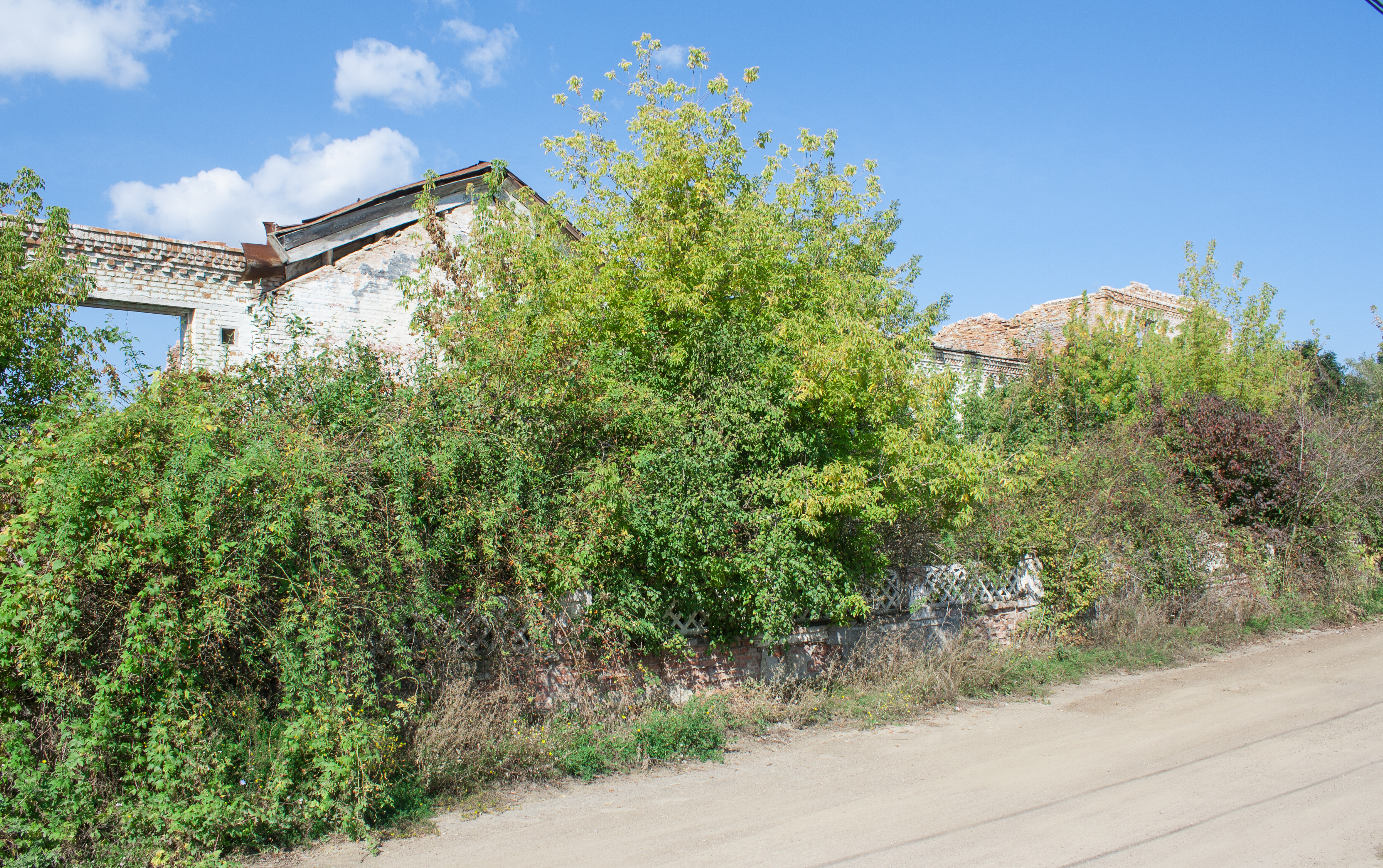
Руины сахарного завода
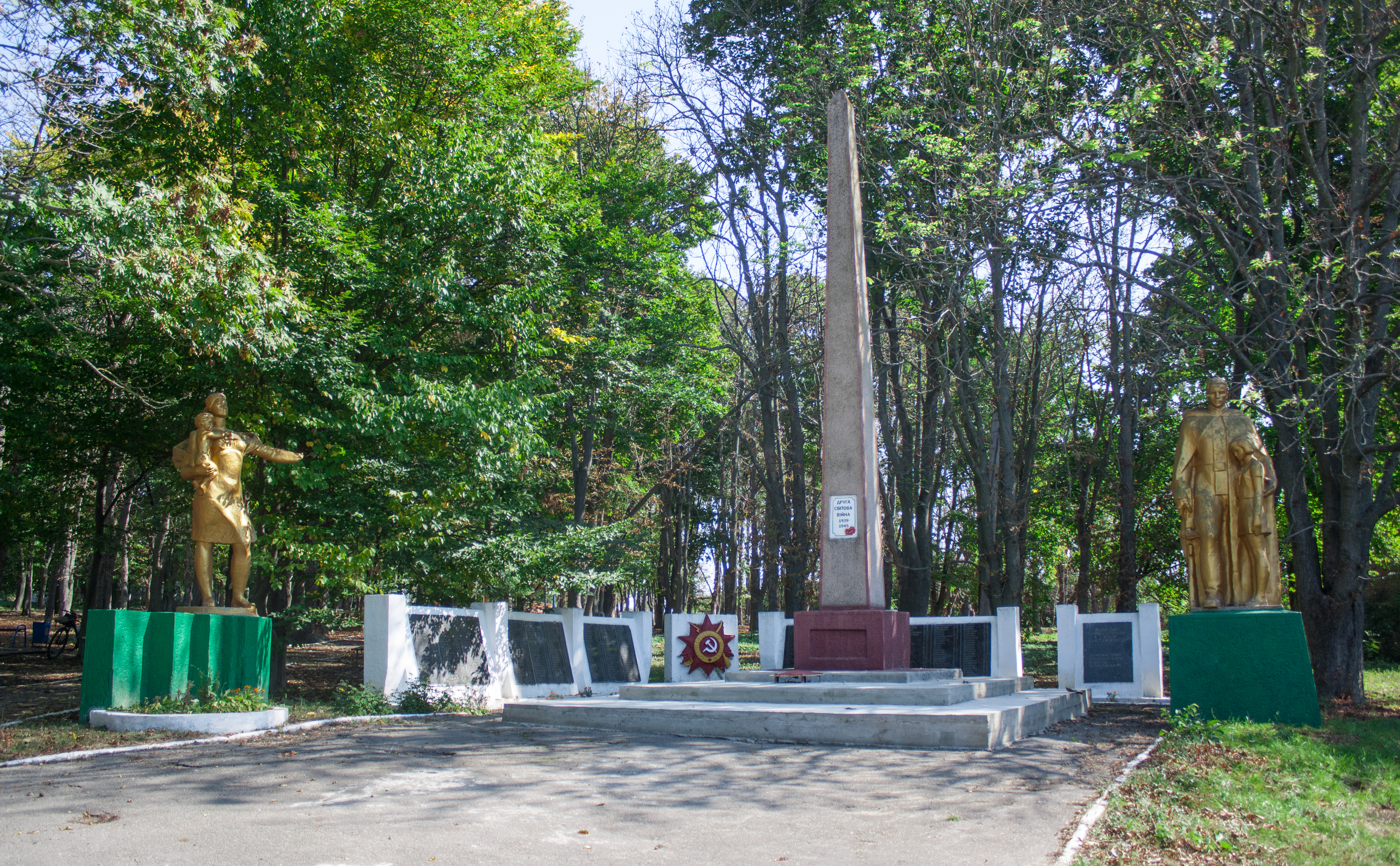
Памятник воинам-односельчанам
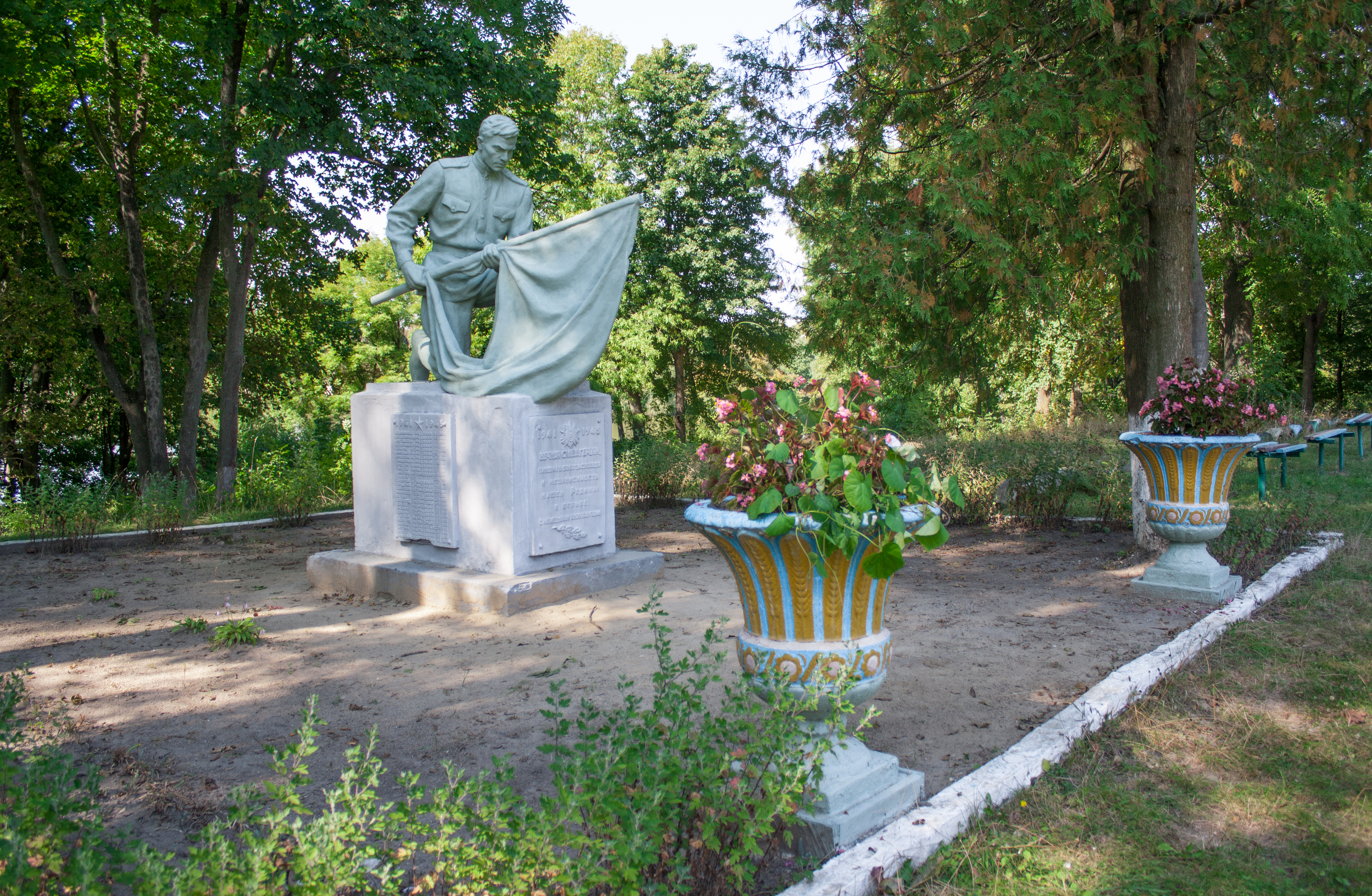
Братская могила советских воинов